# Cavinti
Cavinti (Bayan ng Cavinti) är en kommun i Filippinerna. Kommunen ligger på ön Luzon, och tillhör provinsen Laguna. Folkmängden uppgår till 19 494 invånare.

## Barangayer
Cavinti är indelat i 19 barangayer.
| - Anglas - Bangco - Bukal - Bulajo - Cansuso - Duhat - Inao-Awan - Kanluran Talaongan - Labayo - Layasin | - Layug - Mahipon - Paowin - Poblacion - Sisilmin - Silangan Talaongan - Sumucab - Tibatib - Udia |